# Banc d'Energia
El Banc d'Energia és una associació catalana que promou la solidaritat i redistribució energètica de proximitat.
És una iniciativa pionera a l'estat espanyol, creada per l'Associació Banc d'Energia, que lluita contra la pobresa energètica a partir de l'sabestalvi energètic dels seus associats. Els objectius del banc d'energia són la lluita contra la pobresa energètica a escala regional i la difusió de bones pràctiques d'eficiència energètica a partir de dispositius locals, que generen programes de sensibilització i capacitació energètica dels associats per poder generar estalvi energètic i econòmic. Una part de l'estalvi aconseguit és reinvertit en eficiència energètica de la llar, comerç o empresa; una segona part és derivada al banc d'energia pel compliment dels objectius de lluita contra la pobresa; i una tercera part és estalvi directe de l'associat. Poden ser membres del banc d'energia particulars, entitats, empreses, comerços, administracions locals, etc. El banc d'energia col·labora amb la banca ètica per poder dur a terme totes les gestions financeres d'acord amb els principis de transparència, democràcia, etc.
Els primers municipis en engegar el projecte del banc d'energia a escala local van ser Premià de Dalt i Sabadell.